# Tetraponera phragmotica
Tetraponera phragmotica is een mierensoort uit de onderfamilie van de Pseudomyrmecinae. De wetenschappelijke naam van de soort is voor het eerst geldig gepubliceerd in 2006 door Ward.